# Folke Pettersson
Gustaf Folke Pettersson, född 19 juli 1917 i Gävle Staffans församling, Gävle, död där 6 juli 1968, var en svensk målare, grafiker och tecknare. 
Han var son till bryggeriarbetaren Gustav Bernhard Pettersson och Gertrud Maria Karlbohm och från 1956 gift med Birgit Maria Ågren. Pettersson utbildade sig först till lokförare och avlade lokförarexamen 1952 samtidigt bedrev han självstudier i måleri och företog ett par studieresor till Frankrike, Spanien och Norge. Han anslöt sig till Brynäsgruppen och kom genom sitt sommarboende i Träslövsläge i kontakt med ett flertal Halländska konstnärer. Separat ställde han ut i Stockholm 1955 som följdes med separatutställningar på Galerie Æsthetica och ett flertal separatutställningar i Gävle. Han medverkade i Konstakademiens utställning Svart och vitt och i utställningar arrangerade av Gävleborgs läns konstförening och Gävleborgsgruppen. Hans konst består av porträtt, stilleben och landskap utförda i olja, krita, tusch eller som linoleumsnitt. Pettersson är representerad vid Gävle museum  och några offentliga byggnader i Stockholm. Han är begravd på Träslövs kyrkogård.